# Volleykick
Volleykick, även rumpdunk eller slagruta, är en svensk fotbollslek. Leken utförs enbart på ena planhalvan, mot ett fotbollsmål och ibland begränsat till straffområdet.

## Regler och utförande
Deltagarna får endast skjuta på volley eller nicka in bollen i mål. Vem som skall börja som målvakt avgörs vanligtvis genom precisionstävling där man tar skott mot ribban, och den som är längst ifrån att träffa får börja som målvakt. När spelet sätts igång får de andra spelarna chippa, lobba, jonglera och passa bollen tills att någon fått ett bra läge att skjuta eller nicka in den i mål. Bollen måste hela tiden hållas i luften. Tappar man ner bollen på marken blir man antingen utslagen eller får byta av målvakten, som då i sin tur blir utespelare.
Även om en spelare skjuter en volley eller nickar utanför målet, blir den som sköt/nickade bollen utanför ny målvakt. Görs mål på volley får målvakten stå kvar, medan målgöraren har säkrat sig själv från förlust. Spelet pågår tills endast två förlorare kvarstår – den sista målvakten och den som inte lyckades göra mål.

### Varianter
De som förlorar får ibland ställa sig bakvända i målet men med rumpan utåt, och så ska de andra deltagarna försöka träffa förlorarnas ända med skott från straffpunkten. Detta kallas i allmänhet rövning. Det förekommer också en version där förlorarna istället spottar så långt de kan ifrån mållinjen; där den längsta spottloskan hamnar,  därifrån skjuts skotten.
Ibland ingår så kallad slagruta i volleykick, när det spelas av äldre ungdomar. Slagruta betyder att spelarna får slå och sparka den som går utanför straffområdet, tappar bollen eller gör fel medan de är på väg att ställa sig i mål.